# Petunia
Petúnia é um género botânico pertencente à família Solanaceae. A etimologia do nome do gênero botânico 'Petunia remete ao termo tupi grafado petum ou betum.  É originária de locais tropicais e sub-tropicais da América do Sul. 
A maioria das petúnias que se encontram em jardins são híbridas. As petúnias são herbáceas anuais (Petunia x hybrida) e atingem 15 a 30 cm de altura. A planta prefere estar exposta ao Sol. Floresce na primavera e verão e podem apresentar-se nas cores: vermelha, azul, rosa, laranja, salmão, púrpura e branca.
Seu principal pigmento é uma antocianida denominada petunidina, que tem seu nome derivado da palavra Petúnia, sendo um corante presente em algumas outras flores e frutas.
Petúnia pode ser um nome próprio de menina. Apesar de existirem muitos livros, revistas e listas de nomes próprios publicados no Brasil indicando que o significado do nome Petúnia em tupi e ou em guarani seria "flor vermelha", múltiplas fontes históricas oferecem explicações que levam ao conceito de "tabaco".

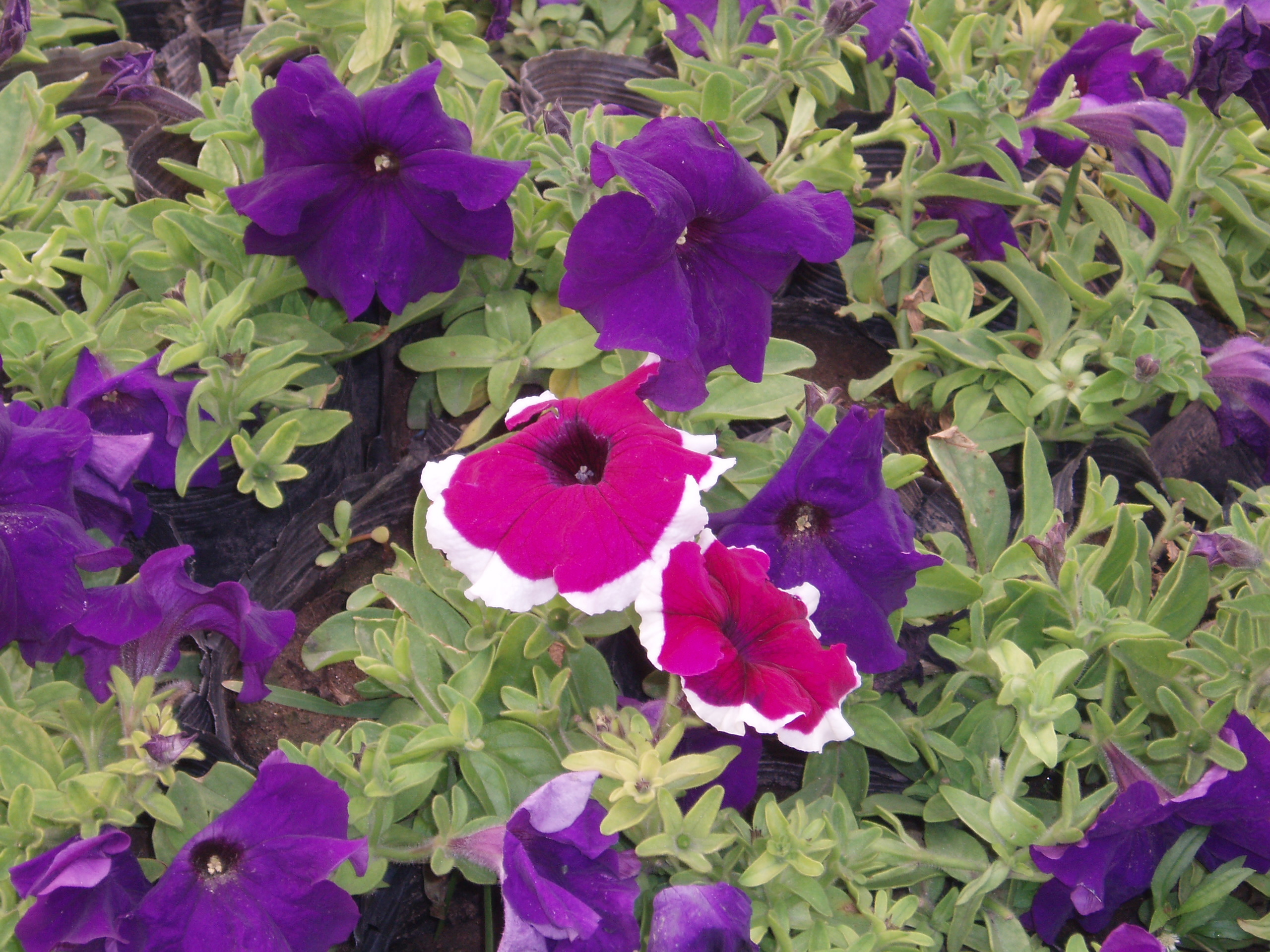
Petúnias púrpuras

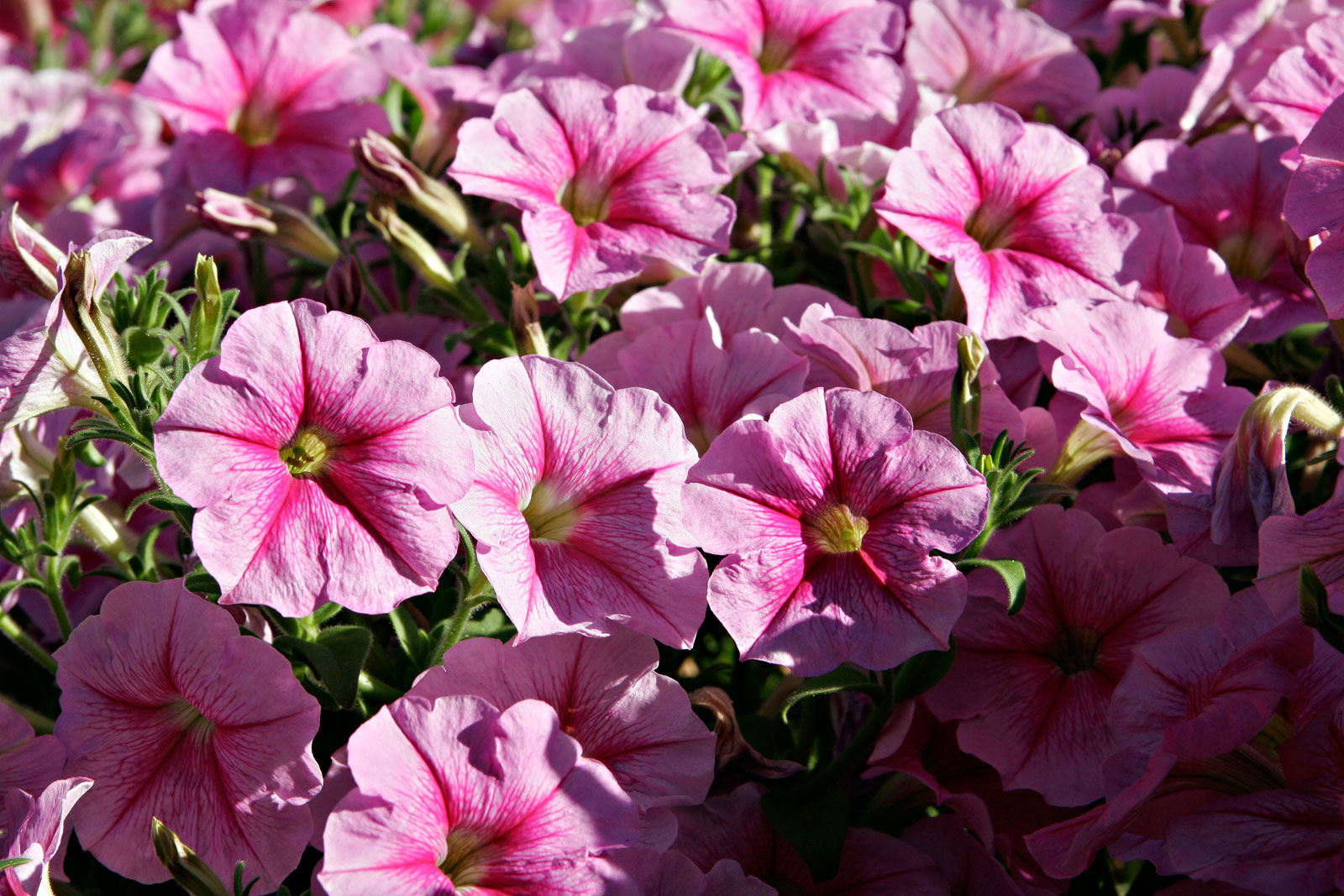
Petúnias rosadas

## Espécies
Petunia x hybrida